# 哈里斯堡鎮區 (愛荷華州范布倫縣)
哈里斯堡鎮區（英語：Harrisburg Township）是位於美國愛荷華州范布倫縣的一個行政鎮區。

## 地方資料
根據2010年美國人口普查的數據，哈里斯堡鎮區的面積為94.59平方千米，當中陸地面積為94.52平方千米，而水域面積為0.07平方千米。當地共有人口343人，而人口密度為每平方千米3.63人。